# Raport Taylora
Raport Taylora – dokument sporządzony po tragedii na Hillsborough przez lorda Petera Taylora. Jego początkowa wersja opublikowana została w sierpniu 1989 r., zaś wersja finalna w styczniu 1990 r.. Początkowa wersja opierała się na przyczynach katastrofy; końcowa próbowała natomiast poprawić bezpieczeństwo na stadionach.
Według raportu, na trybunach wszystkich większych obiektów sportowych w Wielkiej Brytanii powinny być trwale zamontowane wyłącznie indywidualne miejsca siedzące w postaci krzesełek, wykonanych z niepalnych materiałów. The Football League z Anglii oraz Scottish Football League ze Szkocji wprowadziły te regulacje - jako obowiązkowe - dla klubów z dwóch najwyższych lig piłkarskich.
Niektóre kluby już wcześniej przebudowały swoje stadiony, np. St. Johnstone, które nowy obiekt zainaugurowało w sezonie 1989/90. 
Raport Taylora regulował także inne kwestie, m.in. sprzedaży alkoholu na stadionach, konsekwencji za niszczenie barierek, ogrodzeń, czy kołowrotków oraz ceny biletów.
Koszty przebudowy stadionów oszacowano na 700–800 milionów funtów. Uboższe kluby otrzymały na to dotacje. Początkowo fanom nie podobała się ta zmiana, ponieważ nowe obiekty mogły pomieścić mniej widzów niż stare oraz podniesiono ceny biletów.